# Rudolf Goethe
Pour les articles homonymes, voir Goethe (homonymie).
Rudolf Goethe (13 avril 1843-16 janvier 1911) était un expert allemand en viticulture, auteur de plusieurs ouvrages de référence sur la vigne.

## Biographie
Rudolf Goethe, fut directeur de l'École d'arboriculture de Brumath-Grafenbourg en 1874. Dans le cadre de ses cinq années à Brumath il a gagné une grande réputation en tant que chercheur et scientifique. Cela a conduit à sa nomination en 1879 comme directeur de l'Académie royale de Prusse pour les vergers et vignobles de Geisenheim, aujourd'hui Forschungsanstalt Geisenheim.

## Œuvres
- Instruction pour les Plantations à faire sur les routes et les chemins, émanant de la Présidence supérieure d'Alsace-Lorraine, Brumath, 1879[1]
- Weitere Mittheilungen über den Krebs der Apfelbäume. Landwirtschaftliche Jahrbücher 9, 837 - 852. Berlin, Verlag Wiegandt, Hempel & Parey, 1880
- Die Obstverwertung unserer Tage. Wiesbaden, Bechthold Verlag, 1893. (II. Auflage 1897)
- Handbuch der Tafeltraubenkultur. Mit Benutzung des Nachlasses von W. Lauche […] bearbeitet, Berlin, Paul Parey, 1894
- Rudolf Goethe, Hermann Degenkolb und Reinhard Mertens: Aepfel und Birnen. Die wichtigsten deutschen Kernobstsorten., Berlin, Paul Parey, 1894
- Die Obst- und Traubenzucht an Mauern, Häuserwänden und im Garten. Berlin, Paul Parey, 1900
- Über den Krebs der Obstbäume. Berlin, Paul Parey, 1904
- Reiseskizzen eines alten Landschaftsgärtners. Stuttgart, Ulmer, 1910
- Hermann Goethe (de), Rudolf Goethe: Atlas der Traubensorten., Leipzig, Manuskriptum, 2. Aufl. 2004
- Rudolph Goethe & Wilhelm Lauche: Handbuch der Tafeltraubenkultur. Mit Benutzung des Nachlasses von W. Lauche. Berlin, Paul Parey, 1895

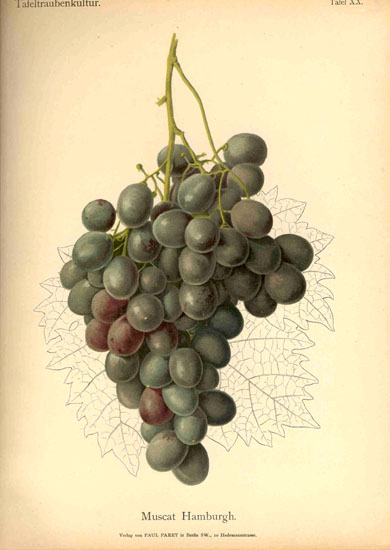
Muscat de Hambourg dans Handbuch der Tafeltraubenkultur
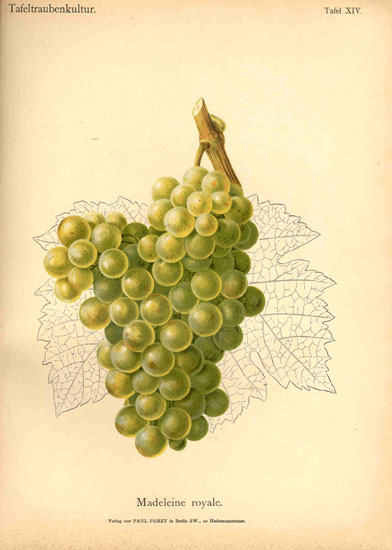
Madeleine royale dans Handbuch der Tafeltraubenkultur